# Tétras à queue fine
Tympanuchus phasianellus
Espèce
Statut de conservation UICN

 LC  : Préoccupation mineure

Carte de répartition

Le Tétras à queue fine (Tympanuchus phasianellus (Linnaeus, 1758)) est une espèce d'oiseau appartenant à la famille des Phasianidae. Il vit en Amérique du Nord. Il est l'oiseau emblème de la province de Saskatchewan. Il se nourrit principalement de bourgeons et de chatons de bouleaux, de saules.